# Ум ер-Расас
Ум ер-Расас (на арабски: أم الرّصاص – Майка на оловото) е археологически обект в Йордания, който съдържа останки от древноримски, византийски и ранни мюсюлмански цивилизации.
По-голямата част от обекта не е разкопавана. За своята уникална смесица от цивилизации Ум ер-Расас е включен в списъка на ЮНЕСКО за световното културно наследство през 2004 г.